# 孔达 (康塔尔省)
孔达（法語：Condat，法語發音：[kɔ̃da]），有时又称孔达昂费尼耶（Condat-en-Féniers，[kɔ̃da ɑ̃ fenje]），是法国康塔尔省的一个市镇，位于该省东北部，属于圣弗卢尔区。

## 地理
孔达（45°20'27"N, 2°45'24"E）面积40.24 平方千米，位于法国奥弗涅-罗讷-阿尔卑斯大区康塔爾省，该省份为法国中南部省份，位于法國中央高原中心，北起科雷兹省、上盧瓦爾省和多姆山省，西接洛特省和科雷兹省，南至阿韦龙省和洛特省，东临上盧瓦爾省和洛泽尔省。
与孔达接壤的市镇（或旧市镇、城区）包括：尚特雷勒、吕加尔德、马尔瑟纳、蒙布迪夫、蒙格勒莱、圣阿芒丹、埃格利斯讷沃-当特赖格。
孔达的时区为UTC+01:00、UTC+02:00（夏令时）。

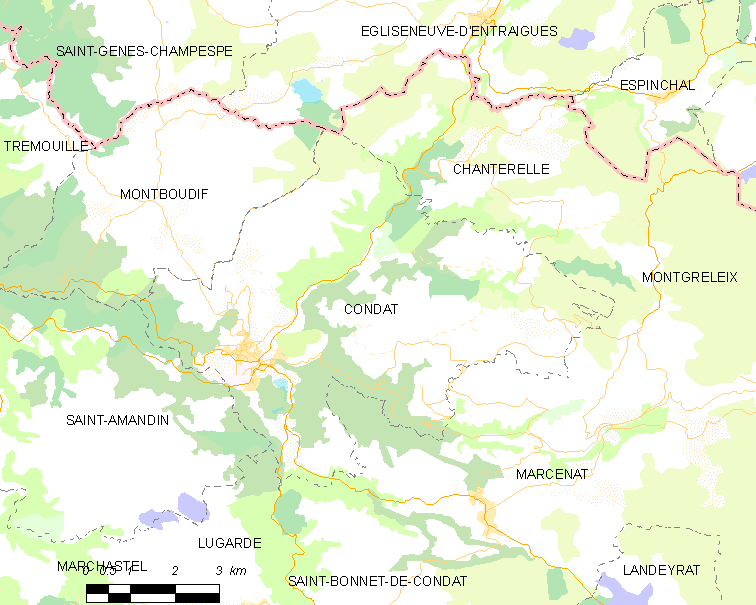
孔达的OSM定位图

## 行政
孔达的邮政编码为15190，INSEE市镇编码为15054。

## 政治
孔达所属的省级选区为里永埃斯蒙塔涅县。

## 交通
康塔尔省省道D16线、D62线、D536线、D678线和D679线经过境内。学生上课期间每天早上有校车线路前往圣弗卢尔。

## 人口

1962-2008年间孔达人口变化图示

孔达于2022年1月1日时的人口数量为950人。